# Tabeillon
Der Tabeillon ist ein rund 18 Kilometer langer Fluss im Schweizer Kanton Jura, der an der nordöstlichen Siedlungsgrenze von Bassecourt von links in die Sorne mündet. Er entwässert ein Gebiet von 45,47 km².

## Geographie

### Verlauf
Der Tabeillon entspringt bei Le Seineut zwischen Saint-Brais und Montfaucon auf 857 m ü. M.
Ab hier fliesst er Richtung Nordosten und durchfliesst wenig später zwei kleine Teiche. Er durchquert nun ein enges, waldiges Tal, das begleitet wird von der Eisenbahntrasse der Chemins de fer du Jura. Unterhalb des Ortskerns von Saint-Brais mündet der Tabeillon in den kleinen See Étang de Bollement. Er verlässt den See wieder an dessen Ostende und fliesst weiterhin bis Glovelier in einem nordöstlichen Kurs. Bei Glovelier macht er einen Bogen Richtung Osten, um nur wenig später seinen Kurs wieder nach Nordosten zu richten.
Er umfliesst den Ort Bassecourt und mündet an dessen nördlicher Siedlungsgrenze schliesslich auf einer Höhe von 468 m ü. M. von links in die Sorne.
Der 18,4 km lange Lauf des Tabeillon endet ungefähr 389 Höhenmeter unterhalb seiner Quelle, er hat somit ein mittleres Sohlgefälle von etwa 21 ‰.

### Einzugsgebiet
Das 45,47 km² grosse Einzugsgebiet des Tabeillon liegt im Schweizer Jura und wird durch ihn über die Sorne, die Birs und den Rhein zur Nordsee entwässert.
Es grenzt
- im Südosten an das Einzugsgebiet der Sorne direkt;
- im Süden an das der Miéry, die in die Sorne mündet und
- im Norden an das der Doubs, die über die Saône und die Rhône ins Mittelmeer entwässert.

Das Einzugsgebiet besteht zu 37,5 % aus bestockter Fläche, zu 55,5 % aus Landwirtschaftsfläche, zu 6,3 % aus Siedlungsfläche und zu 0,6 % aus unproduktiven Flächen.
Flächenverteilung
Die Mittlere Höhe des Einzugsgebietes beträgt 852,7 m ü. M., die Minimale Höhe liegt bei 461 m ü. M. und die Maximale Höhe bei 1048 m ü. M.

### Zuflüsse
- Ruisseau des Combes (rechts), 2,2 km
- Ruisseau de Bollement (rechts), 0,7 km
- Le Fondeval (links), 2,2 km
- Ruisseau de la Combe Ragonatte (rechts), 0,4 km
- Torrent du Bé (links), 1,4 km
- Canal A16 (links)

## Hydrologie
Bei der Mündung des Tabeillon in die Sorne beträgt seine modellierte mittlere Abflussmenge (MQ) 1140 l/s. Sein Abflussregimetyp ist nivo-pluvial jurassien, und seine Abflussvariabilität beträgt 26.